# Mang Nhai
Mang Nhai (tiếng Trung: 茫崖市; bính âm: Mángyá Shì) là một thành phố cấp huyện thuộc Châu tự trị dân tộc Mông Cổ & dân tộc Tạng Hải Tây, tỉnh Thanh Hải, Trung Quốc. Nền kinh tế của thành phố phụ thuộc vào ngành khai mỏ. Toàn thành phố được chia thành hai trấn: Hoa Thổ Câu (花土沟镇) và Mang Nhai (茫崖镇) và một hương là Ca Tư (尕斯乡)